# L'Arner de Petit
L'Arner de Petit és un paratge on els de Casa Petit tenien les arnes d'abelles del municipi de Castell de Mur, al Pallars Jussà, a l'antic terme de Mur, en terres del poble de Vilamolat de Mur.
Està situat a llevant de Vilamolat de Mur, al sud de la Solana de Fontana i al nord del Clot del Roure. És a llevant de la Collada de Rius. La llau del Clot del Roure discorre pel sud de l'Arner de Petit.